# Babette Moonen
Babette Moonen (1989) is een Vlaamse radiopresentatrice voor Radio 1.  

## Levensloop
In 2010 was ze de laureaat van de RVU Radioprijs. Ze won, als studente aan het Herman Teirlinck Instituut van de Artesis Hogeschool Antwerpen, met een documentaire over de onopgeloste moordzaak Doucé. De Nederlandse oud-minister van Onderwijs, Cultuur en Wetenschap, Ronald Plasterk was de voorzitter van de jury.
In 2011 deed ze mee aan een wedstrijd om de copresentatrice te worden van Ornelis en Rogiers bij Q-music. Ze werd in de eindstrijd tussen de drie finalisten de publiekswinnaar maar moest uiteindelijk de duimen leggen voor Wine Lauwers.
Haar debuut op Studio Brussel maakte ze in The Wild Bunch, een programma dat jonge presentatoren de kans geeft om zich te ontwikkelen. In september 2012, toen het najaar van StuBru begon, werd ze de co-presentatrice van Otto-Jan Ham in zijn programma Hammertime. Op zondag presenteert ze het namiddagprogramma Super Sunday op Studio Brussel. In het najaar van 2013 was ze de co-presentatrice van Gunther D.